# 알토 대학교 경영대학원
알토대학교 경영대학원(핀란드어: Aalto-yliopiston kauppakorkeakoulu, 영어: Aalto University School of Business, 前 헬싱키 경영경제대학원)은 핀란드 헬싱키에 위치한 경영대학원이다. 매년 세계 각국 교수들을 초청하여 실무중심의 교육은 물론 경쟁력 향상을 위한 전문적인 지식을 제공하고 있다. 또한 미시간대학교, 펜실베니아 주립대, 인디아나 대학 등 권위 있는 대학들과 파트너 관계를 맺고 학생 교류를 진행하고 있으며 세계적인 연구기관 및 경제, 경영 커뮤니티와도 협력을 맺고 있다. 2010년에 헬싱키경제대가 알토대학교로 통합 출범함에 따라 알토대 경제대학과 병기하여 사용되었다. 2012년 8월에 알토대 경제대학은‘2020년까지 세계 정상급 비즈니스 스쿨로 성장’이라는 목표 아래 알토대 경영대학(Aalto University School of Business)으로 교명을 변경하였다.
참고로 한국에서 교명조차 생소한 정규 4년제 종합대학이 아닌 ‘대학원대학교’에서 알토대 복수학위로 신입생 모집을 하고 있다. 하단의 주요 내용들도 대학원측에서 홍보성으로 게재한 것으로 추정된다.

## 역사
알토대학교 경영대학원(Aalto University School of Buniness)은 1904년 비즈니스 커뮤니티로 시작되어, 1911년 정식 대학으로 인가받고 이후 핀란드로부터 재정적으로 지원받으며 국립대로 변경되었다.
유럽명문 비즈니스 스쿨인 前 Hesinki School of Economics로 잘 알려져 있으며, 1911년 대학 설립이후 현재까지 약 23,000여 명의 학생이 졸업하였다. 전세계 교육경쟁력 최고인 핀란드의 헬싱키경제대, 헬싱키공과대, 헬싱키예술디자인대가 2010년 핀란드 정부 주도하에 혁신과 창조를 강조하는 명문대학인 알토대(Aalto University) 통합 출범되었으며, 현대 건축과 디자인을 대표하는 핀란드의 알바 알토(Alvar Aalto)의 이름을 땄다.

## 랭킹 및 인증 현황
알토대학교 경영대학원(Aalto University School of Buniness)은 경영대학 세계 3대 인증을 모두 획득하여 "Triple Crown"을 달성하였다. (AACSB, AMBA, EQUIS)
"Triple Crown"을 달성한 MBA로, 현재 한국에서 알토대와 공동 파트너로 MBA 과정을 운영하고 있는 서울과학종합대학원대학교(aSSIST 경영전문대학원)의 알토대 복수학위 MBA in Seoul 과정이 유일하며, 전 세계에서는 단 1%의 경영 대학만이 "Triple Crown" 획득하고 있다.
또한 CEMS (경영교육의 국제연합), PIM (국제경영교육의 동맹기관), 전 세계적으로 54개 선도적인 비즈니스 스쿨과의 국제 컨소시엄에 참여하고 있다.
2009년 파이낸셜타임즈 MIM(Masters in Management) 순위에서 CEMS 프로그램으로 1위, 2011년 2위를 차지하였다.(알토대 경영대학원은 CEMS MIM 동맹 학교 중 하나).
또한 2009 Eduniversal의 'Global Business School Rankings에서 9위로 선정되었다. 이외의 최근 랭킹은 아래와 같다.
2025 'Times Higher Education 2025' 랭킹 경영/경제 분야 66위
2024 英 파이낸셜타임즈 세계랭킹 Executive Education 세계 31위
2023 FT Executive Education 2023: Top 50 combined ranking 37위 (영국, Financial Times)
2019 Executive Education 38위 (영국, Financial Times)
2019 세계대학 영향력랭킹 19위 (Times Higher Education, THE)
2018 Business and Economics 58위 (Times Higher Education, THE)
2016, 2017 Global 100 EMBA에 선정 (영국, QS 대학평가기관)
2016 Business School Ranking 추천률 406% (프랑스, Eduniversal)

## 운영 과정
알토대학교 경영대학원은 경영/경제 교육분야에서 포괄적인 학위 교육을 진행한다. 학석사 및 박사 과정 수준의 교육을 제공하며, 그 뿐 아니라 비즈니스 전문가를 위한 MBA 프로그램을 제공한다. 본교에서 진행하는 교육의 주요 언어는 핀란드어이나 MBA 교육 외에 주요 몇몇 교육의 경우 영어로 수업이 진행된다. 세계적인 교육 강국인 만큼 전 국민의 95%가 영어에 유창하다.

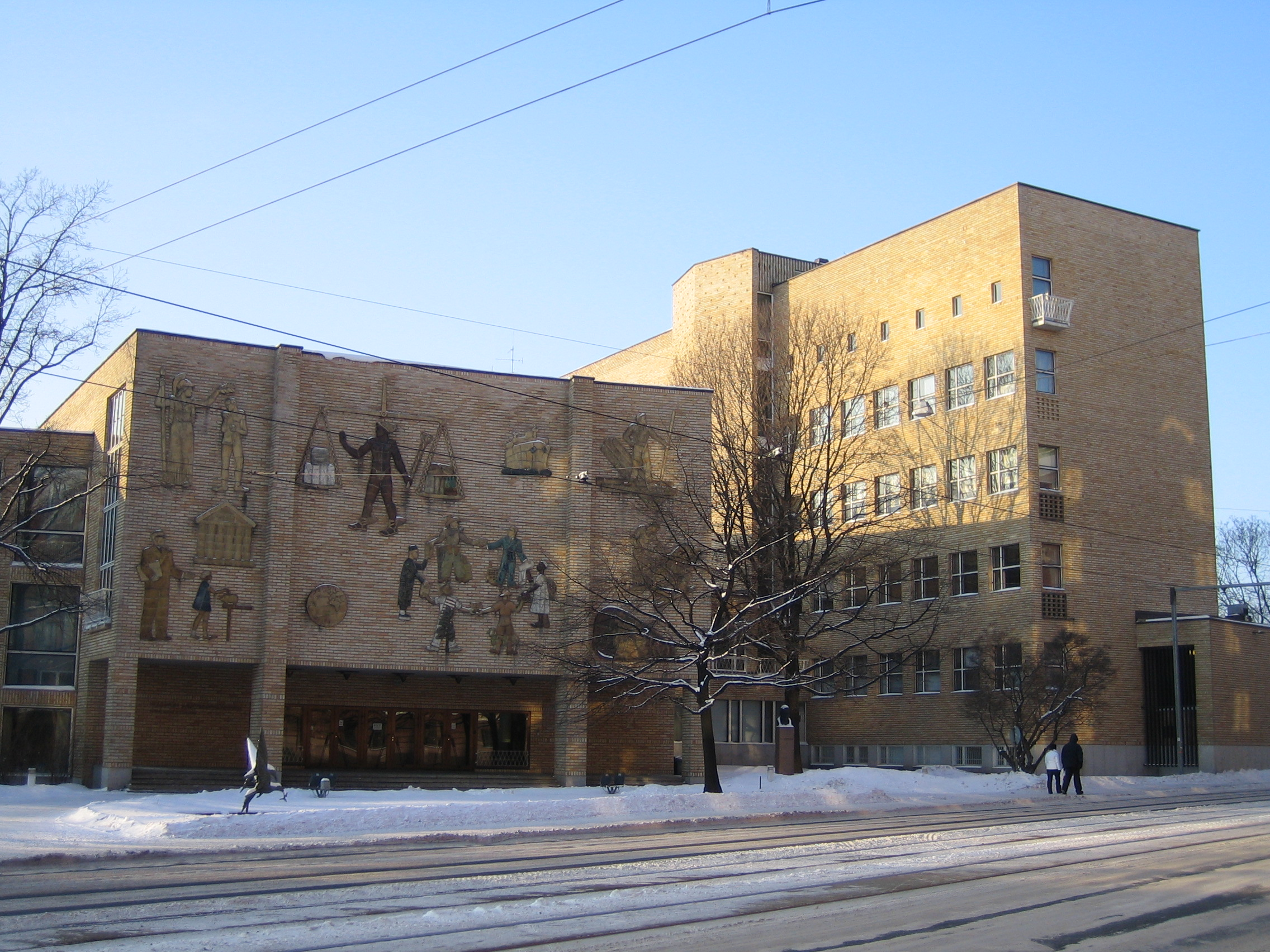
Main building in Töölö
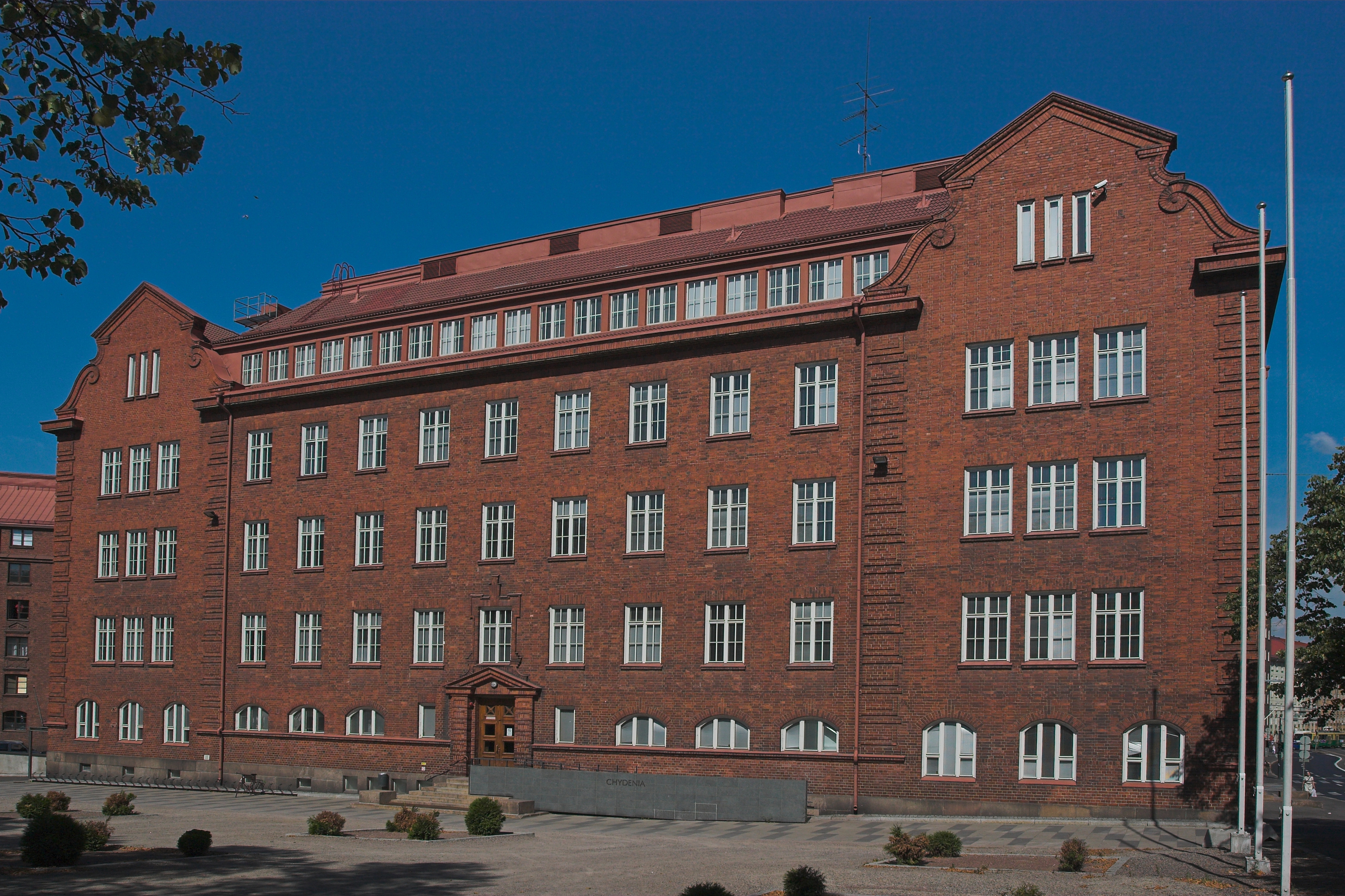
Chydenia building

## MBA 프로그램
MBA와 Executive MBA 프로그램이 헬싱키, 서울, 싱가포르, 폴란드 포즈난, 이란 테헤란, 타이페이에서 함께 진행되고 있다. 교육은 2~3주 마스터의 모듈제로 이루어지며, 각 과목 별로 최우수 교수진으로 구성된 강사진이 교육을 진행한다.
MBA 교육에 투입되는 각 국가의 교수진의 소속대학은 다음과 같다.: Emory University, Rutgers Business School, University of South Carolina, Georgetown University, UCLA, Concordia University, Queen’s University, Rotterdam School of Management, Indiana University, ESADE, INSEAD.

## 파트너 대학교
국제적으로 5대륙 100개 대학과 교류를 맺고 있다. 매년 200여명 이상의 경영대 학생이 해외 교환학생으로 나가며, 200여명의 학생이 이 대학원에 교환학생으로 방문한다. 파트너 대학으로는 영국의 맨체스터 비즈니스스쿨, 캐나다의 퀸스대학교, 일본의 소피아 대학교, 미국의 샌디에고주립대, 미국의 텍사스 대학교 등이 있으며, CEMS 동맹 학교로서 프랑스의 HEC Paris, 스페인의 ESADE, 영국의 런던비즈니스스쿨등이 있다.
MBA는 한국의 aSSIST(서울과학종합대학원대학교), 폴란드의 Wyższe Szkoły Bankowe, 이란의 Iranian Business School 등과 함께하고 있다.

## CEMS MIM
CEMS(Masters in Management)는 전 세계 25개 비즈니스 스쿨과 57개의 프레스티지 기업 파트너와의 전략적 동맹이다. (각 국가당 1개의 학교만 참여가능) CEMS MIM(Masters in Management)는 특별한 최상위 레벨의 교육과 전문적인 경험을 적절히 배합한 교육을 제공한다.
본교 학부 학생의 경우 CEMS MIM프로그램에 MSC 학위로 참가할 수 있는 기회가 주어진다. MIM은 1년간 진행되는 특별한 국제 경영프로그램이다. CEMS MIM프로그램은 제휴 기업 및 비즈니스 스쿨과 공동으로 개발한 과정으로서 졸업시 MSc학위 수료증과 CEMS MIM 수료증을 동시에 받을 수 있다. CEMS MIM 프로그램은 기업사이에서 국제적으로 매우 잘 알려진 프로그램이다. 2009년 파이낸셜 타임즈 MIM 랭킹에서 CEMS MIM 프로그램 1위, 2011년 2위에 랭크된 바 있다.

## 알토대(前헬싱키경제대) 복수학위 MBA in Seoul
한국에서 1995년부터 진행되어 온 前헬싱키경제대(HSE) Executive MBA 과정은 현재 aSSIST(서울과학종합대학원대학교)에서 복수학위 MBA과정으로 진행하고 있으며, 2025년 2월 현재 4,876명의 정규 석사학위 취득 졸업생을 배출하였다.
현재 졸업생 전원이 핀란드와 한국 양교의 전문 경영학석사(MBA, Master of Business Administration)를 동시에 취득하는 복수학위 과정으로 진행되고 있으며, 직장인에게 최적화된 과정 설계로 주말수업으로 현업과 학업을 병행할 수 있도록 효율성이 극대화 된 커리큘럼 및 스케줄이 특징이다.
한국어영어 혼용반(강북-이대역 대현동)과 100% 영어반(강남-양재 코트라) 클래스를 직접 선택 할 수 있으며, 엔데믹에도 현재 오프라인과 실시간 온라인 Live(Zoom) 수업울 동시에 진행하고 있고, 출장/행사 중에 멀리서도 수업에 참여할 수 있는 것이 큰 장점이다. 한국은 물론 세계 유수 대학의 교수진을 바탕으로 한 국제적 수준의 실무중심 경영학 강의, 교육생들로부터의 엄격한 교수평가제 등이 이루어지고 있다. 또한 매 주말 수업시마다 담당 교직원을 늘 강의장에 상주하고 있어 교수자의 강의 및 교육생들의 학습상담 등의 관리를 진행하여 직장인들에게 큰 도움을 주고 있다. 직장과 학업을 병행하면서 박사과정 진학을 위해 가장 단 기간 내에 학습할 수 있는 MBA이다.
알토대(前헬싱키경제대) 복수학위 MBA 과정소개

## 참조
1. ↑  “Business school rankings from the Financial Times”. 2009년 3월 24일에 원본 문서에서 보존된 문서. 2010년 3월 12일에 확인함.
2. ↑  “Aalto University Executive Education Oy | Aalto University Executive Education Oy”. 2010년 3월 4일에 원본 문서에서 보존된 문서. 2021년 3월 29일에 확인함.
3. ↑  “HSE - Study Programs in English”. 2010년 1월 11일에 원본 문서에서 보존된 문서. 2010년 3월 7일에 확인함. 다음 글자 무시됨: ‘ Possibilities to Study in English ’ (도움말)